# Luis Gonzaga Segura
Luis Gonzaga Segura (Mao, 21 de junio de 1939), conocido popularmente como Luis Segura, es un cantante, músico y compositor dominicano, considerado «El Papá de la Bachata». Bachatero dominicano, creador de un innovador estilo de cantar y tocar su guitarra, en donde la sensibilidad y pasión que transmiten sus canciones de amor y desamor, su cantar gemido y la tocada singular de su guitarra, penetraron en el gusto popular desde inicio de su carrera y tras innumerables éxitos, el público le bautizó con el sobrenombre de “El Añoñaito”, en alusión a la melancolía que provoca su particular estilo de interpretar.
Es un cantante, músico y compositor con una prolífica carrera, registrado como el intérprete con la constancia y trayectoria más destacada en la Bachata, ya que desde 1964 ha dedicado exclusivamente de manera ininterrumpida su carrera musical, esto le coloca como el único artista con esta prolongada vigencia en el género.
Inició su carrera musical de forma ininterrumpida, convirtiéndose en el único artista de bachata con esta prolongada vigencia.
Su canción «Cariñito de mi vida» de 1964 sentó las bases para el posicionamiento del género dentro de las grandes audiencias.  «Pena por ti» (1982), su composición más popular, es considerada como el «Himno de la Bachata» por revolucionar y otorgar identidad a este género musical. El legado de Segura fue reconocido por el Senado de la República Dominicana en una ceremonia de 2020, en la que se le declaró oficialmente el «El Papá de la Bachata».

## Biografía

### Primeros años
Luis Gonzaga Segura nació el 21 de junio de 1939 en Mao, un pequeño pueblo de la Provincia de Valverde, en el noroeste de la República Dominicana. Se crio en el seno de una familia humilde. Es hijo de Josefa Segura y Victoriano Valenzuela. Su padre, un acordeonista de profesión, fue su primera influencia musical.
Desde los ocho años vivió en una localidad rural en Mao, donde empezó a fabricar guitarras con materiales rudimentarios que usaba para interpretar canciones mientras caminaba por las calles de su pueblo. Por esa época se ganó el apodo de «Guirí Guirí» debido al sonido que emitía constantemente con su guitarra. Aprendió además a tocar la güira, la tambora, las maracas y varios instrumentos de cuerda.
A los doce años decidió trasladarse a la capital Santo Domingo con el fin de continuar con su carrera. Allí empezó a participar en festivales musicales y programas de concurso, donde se ganó el reconocimiento como cantante e instrumentista, inclinándose principalmente por la interpretación del requinto en sus presentaciones.

### Carrera
Con el lanzamiento de la canción «Cariñito de mi vida» (1964), Segura alcanzó popularidad en su país. En ese momento el público dominicano le puso el sobrenombre de «El Añoñaito», como una clara alusión a la melancolía que su estilo interpretativo provocaba en la audiencia. Aunque en la década de 1960 la bachata no gozaba de mucha difusión radial, Segura pudo empezar a consolidar una base sólida de fanáticos. Artistas de diferentes géneros empezaron a interesarse en sus composiciones y decidieron grabar versiones, como es el caso del intérprete dominicano José Manuel Calderón, que adaptó «Cariñito de mi vida» en estilo ranchera y posteriormente versionó otras canciones de Segura como «Me siento conmovido» y «Agonía».

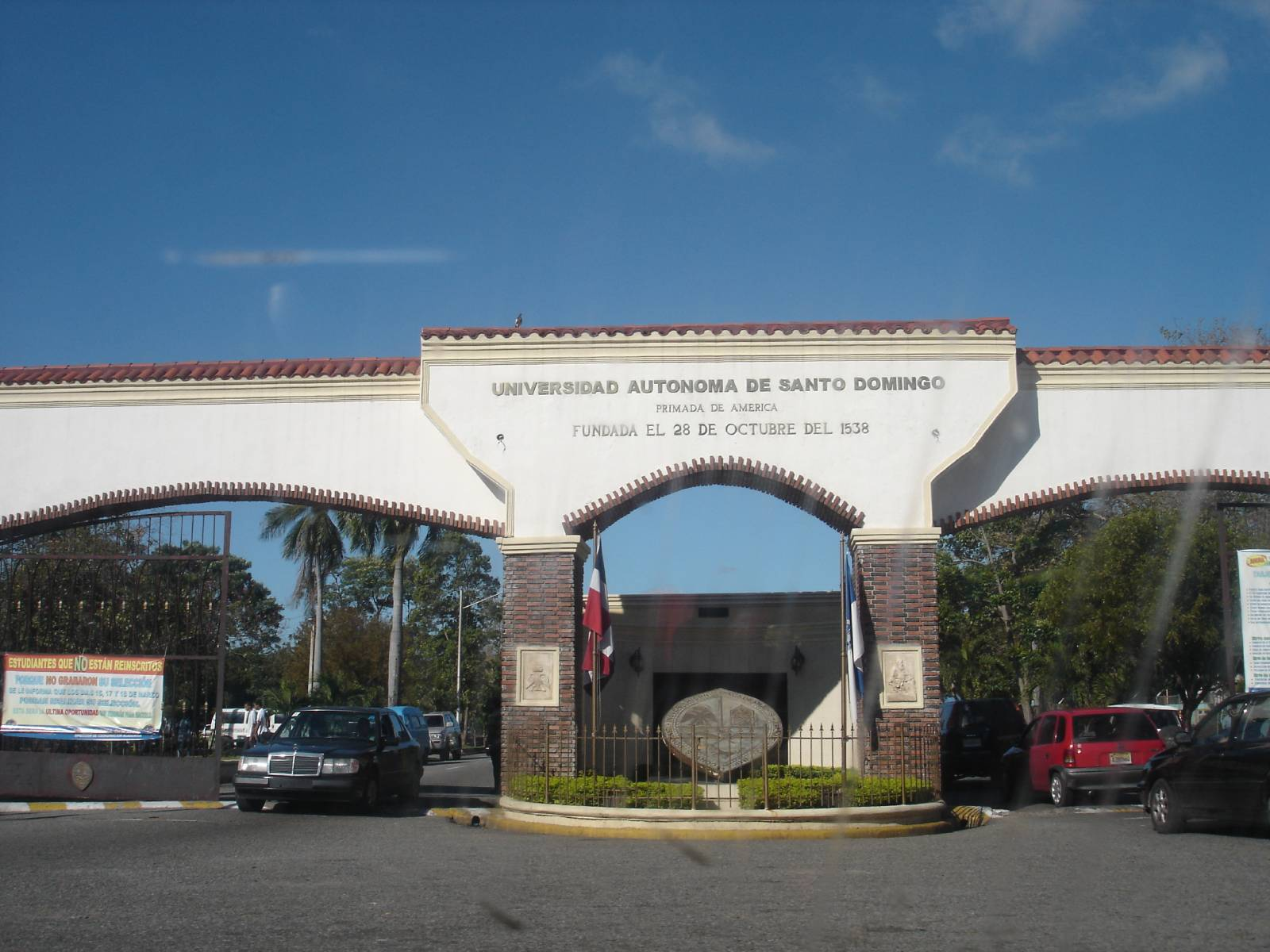
Segura fue invitado en 1983 a presentarse en el alma mater de la Universidad Autónoma de Santo Domingo, lo que generó controversia en ciertos sectores académicos

En 1966, el reconocido locutor y productor musical Radhamés Aracena acogió a Segura dentro de su plataforma musical Radio Guarachita, una estación especializada en géneros como la bachata y la música de cuerda. A partir de ese momento, la carrera del artista fue una sucesión de producciones discográficas de gran éxito, entre ellas el tema «Pena por ti», lanzado en 1982, que se convirtió casi en un himno popular y en uno de los más emblemáticos en la historia del género. La popularidad de la canción la llevó a ser transmitida en frecuencia modulada, algo que hasta ese momento era difícil de lograr, pues la bachata estaba dirigida casi en exclusiva a la población rural dominicana y se transmitía principalmente en amplitud modulada.
En 1983, la Asociación de Empleados Universitarios ASODEMU lo invitó a presentarse en el alma mater de la Universidad Autónoma de Santo Domingo, ante la desaprobación de José Joaquín Bidó Medina, entonces rector de la institución, quien alegaba que ese tipo de música no debía hacer parte del programa cultural de la universidad. El 15 de julio del mismo año, Bidó Medina demandó mediante circular a las autoridades universitarias el cese de este tipo de presentaciones que, según él, fomentaban «bajas pasiones sexuales». A pesar de la controversia generada, Segura pudo presentarse en el aula magna de la universidad.
En 1997 y durante el mandato de Leonel Fernández, Segura se convirtió en el primer intérprete de bachata en presentarse en el Palacio Presidencial de República Dominicana. Dentro del público se encontraban invitados especiales como algunos beisbolistas dominicanos con una destacada trayectoria en la Liga Mayor de Béisbol.
En 2020 lanzó un álbum titulado El Papá de la Bachata, su legado, con un total de cuarenta canciones distribuidas en cuatro volúmenes, en el que participaron variedad de artistas cantando a dúo con Segura sus más importantes éxitos. Durante su carrera musical logró grabar una treintena de producciones y llegó a escribir más de 500 canciones.

## Reconocimientos

La UNESCO declaró a la bachata como Patrimonio cultural inmaterial de la Humanidad en 2019

El 17 de noviembre del 2008, el Ayuntamiento del Municipio de Mao nombró una de sus calles en honor a Segura. Dos años después, la Asociación de Cronistas de Artes ACROARTE le otorgó el galardón Casandra al Mérito durante la celebración de los Premios Casandra del año 2010, conocidos en la actualidad como Premios Soberano.
La UNESCO delclaró el 11 de diciembre del 2019 a la bachata como Patrimonio cultural inmaterial de la Humanidad. Durante la ceremonia, el embajador de la República Dominicana ante la UNESCO, José Antonio Rodríguez, interpretó el tema «Pena por ti» ante los embajadores presentes y la organización en reconocimiento al legado de Segura.
En la ceremonia del lanzamiento de su última producción musical, el Senado de la República Dominicana en presentación de Ramón Rogelio Genao, le entregó a Segura pergamino de reconocimiento y resolución en la que se le declaraba como el «El Padre de la Bachata» y como el músico que se encargó de popularizar este género y llevarlo a las grandes audiencias.

En el 2023 se ganó el gran soberano del 2021

## Discografía

### Álbumes de estudio
- 1964 - Cariñito de mi vida
- 1965 - Perdido
- 1971 - Luis Segura en Nueva York
- 1973 - La copa rota
- 1976 - Luis Segura con sus viejos éxitos
- 1978 - Luis Segura con sus éxitos
- 1979 - Luis Segura y su conjunto
- 1980 - Amorcito de mi alma
- 1982 - Pena por ti
- 1983 - Me dejaste solo
- 1984 - Me dicen el amargado
- 1984 - En grande
- 1985 - Bachata, canción de amargue
- 1986 - No te olvido, mami
- 1987 - No te separes de mí
- 1988 - Ahora mejor que nunca
- 1989 - El añoñaito
- 1990 - Vuelve
- 1993 - Todo sentimiento
- 1996 - El papá de la bachata
- 1997 - Hasta cuándo
- 1998 - Como yo
- 1999 - La razón de mi vida
- 2000 - Cosas de la vida
- 2002 - Yo te perdono
- 2006 - Yo volveré
- 2016 - El abandonado
- 2020 - El papá de la bachata, su legado

Fuente: